# Иностранная военная интервенция в Сибири и на Дальнем Востоке
Иностранная военная интервенция в Сибири и на Дальнем Востоке — события гражданской войны в России в Сибири и на Дальнем Востоке, часть усилий зарубежных держав по поддержке Белого движения. 
Основная часть войск Британии, США и Японии находилась на территории Сибири и Дальнего Востока с 1918 до 1922 года.  Последними освобождёнными от интервентов районами СССР стали остров Врангеля (20 августа 1924) и Северный Сахалин (15 мая 1925). Попытки противостояния красных и направления своих войск для противодействия интервентам были названы «Дальневосточными походами».

## Предыстория
Сразу после Октябрьской социалистической революции, в ходе которой к власти пришли большевики, был объявлен «Декрет о мире» — и в результате заключенного между ленинским правительством и Германией Брестского мирного договора Советская Россия вышла из Первой мировой войны.
3 декабря 1917 года собралась специальная конференция с участием США, Великобритании, Франции и союзных им стран, на которой было принято решение о разграничении зон интересов на территориях бывшей Российской империи и установлении контактов с национально-демократическими правительствами. Не имея достаточно войск, Великобритания и Франция обратились к США с просьбой о помощи. Вопреки совету военного министерства, президент Вудро Вильсон откликнулся на это обращение и отправил войска США в Россию. Некоторое количество войск предоставила и Китайская республика (Бэйянское правительство).

## Участники
В конце 1918 года на Дальнем Востоке находились следующие контингенты иностранных интервентов (данные приблизительные):
- 73 тысячи японцев;
- 55 тысяч чехословаков;
- 12 тысяч поляков;
- 9 тысяч американцев;
- 5 тысяч китайцев;
- 4 тысячи сербов;
- 4 тысячи румын;
- 4 тысячи канадцев;
- 2 тысячи итальянцев;
- 1,6 тысячи британцев;
- 0,7 тысячи французов.

### Великобритания
Страдая от острой нехватки войск, Великобритания отправила на Дальний Восток лишь 1500 человек (9-й батальон Хэмпширского полка и 25-й батальон Миддлсексского полка).
При этом  У. Черчилль (английский военный министр) в оправдание своих действий к отношении России, заявлял, «что этот год Деникин и Колчак сдерживали большевиков, если теперь южная и сибирская армии будут уничтожены, большевики проникнут не только в Индию, но и взбудоражат всю Азию, а потому следует признать, что не мы руководили битвами Колчака или Деникина, а они сражались за нас».

### Канада
Канадский Сибирский экспедиционный корпус из 4192 человек под командованием генерал-майора Джеймса Элмсли был отправлен во Владивосток в августе 1918 года. Около 100 канадцев было отправлено оттуда в Омск для поддержки правительства Колчака, остальные несли охранную и полицейскую службу во Владивостоке. В боевых действиях канадцы участия не принимали. Канадские войска вернулись на родину в апреле-июне 1919 года.

### Италия
Для участия в интервенции Италия сформировала «Corpo di Spedizione Italiano in Estremo Oriente» из альпийских стрелков. К ним присоединилось 2500 человек из «Legione Redenta» (содержавшиеся в лагерях в России бывшие военнопленные австро-венгерской армии итальянского происхождения). Итальянские войска участвовали вместе с чехословацким легионом в операциях в районе Иркутска, Харбина и Владивостока.

### Япония
Ещё в 1917 году Франция предложила Японии принять участие в Сибирской интервенции, но получила отказ. В июле 1918 году к Японии обратился президент США Вудро Вильсон, который попросил Японскую империю о выделении 7 тысяч человек в состав 25-тысячного международного контингента, предназначенного для помощи в эвакуации с российской территории чехословацкого корпуса. После бурных дебатов в парламенте администрация премьер-министра Тэраути Масатакэ согласилась на предоставлении 12 тысяч человек, но при условии, что японский контингент не будет частью международных сил, а получит собственное командование.

### США
Войска США на Дальнем Востоке составляли 7950 человек под командованием генерал-майора Уильяма Грейвса. Это были 27-й и 31-й полки Армии США вместе с большим количеством добровольцев из 13-го, 62-го и 12-го полков прибывшие с Филиппин. Войска США начали прибывать во Владивосток во второй половине августа 1918 года. Грейвс объявил, что он будет проводить политику «невмешательства во внутренние дела России» и «полного нейтралитета», то есть одинакового отношения к Колчаковским силам и красным партизанам. По межсоюзническому железнодорожному соглашению войска США должны были осуществлять охрану железнодорожного участка Транссиба от Владивостока до Уссурийска и в районе Верхнеудинска. В результате[чего?] «Сторонников Советов всюду, куда доставал штык заокеанских „освободителей России“, кололи, рубили, расстреливали партиями, вешали, топили в Амуре, увозили в пыточных „поездах смерти“, морили голодом в концлагерях». Многие крестьяне, поначалу не поддержавшие советскую власть, в конечном счете восстали против «гостей» и перешли на сторону партизан. Плененных партизан заточали в японский концлагерь в деревне Шкотово.

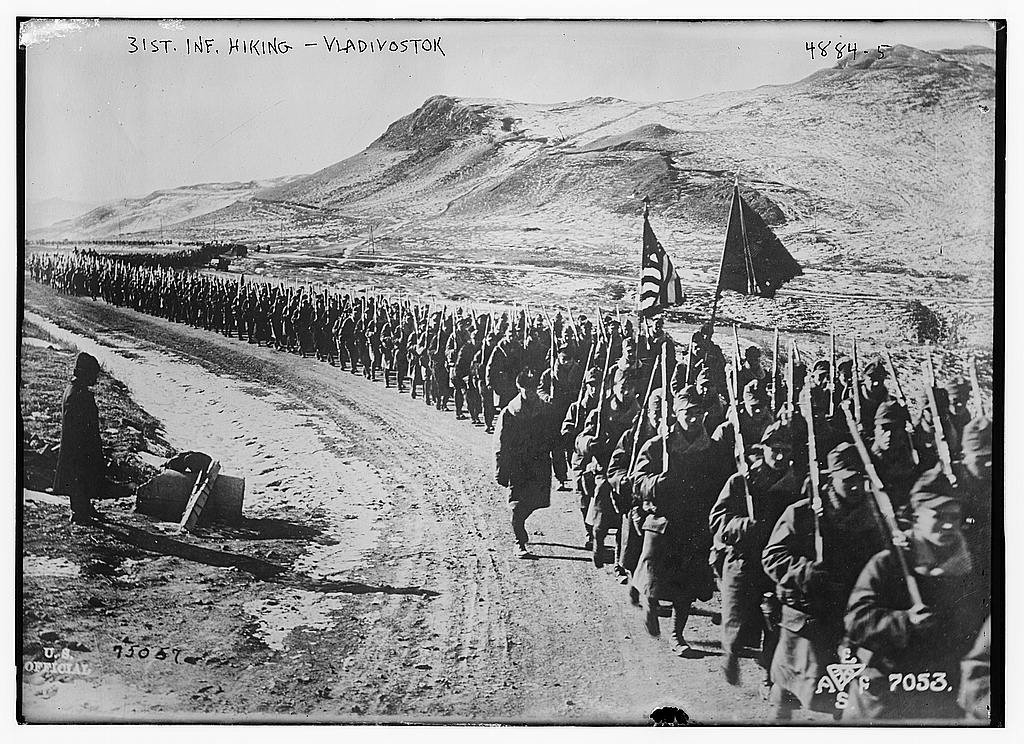
Американские солдаты из 31-го полка возле Владивостока 27 апреля 1919 года

С местным населением, поддерживавшим красных партизан, не церемонились. В Российском государственном историческом архиве Дальнего Востока сохранились «Акты о замученных и расстрелянных крестьянах в Ольгинском уезде в 1918—1920 годах». Вот выдержка из этого документа: «Захватив крестьян И. Гоневчука, С. Горшкова, П. Опарина и З. Мурашко, американцы живьем закопали их за связь с местными партизанами. А с женой партизана Е. Бойчука расправились следующим образом: искололи тело штыками и утопили в помойной яме. Крестьянина Бочкарева до неузнаваемости изуродовали штыками и ножами: нос, губы, уши были отрезаны, челюсть выбита, лицо и глаза исколоты штыками, все тело изрезано. У ст. Свиягино таким же зверским способом был замучен партизан Н. Мясников, которому, по свидетельству очевидца, сперва отрубили уши, потом нос, руки, ноги, живым порубив на куски».
Сопротивление оккупантам ширилось. Вошёл в историю бой у села Романовка под Владивостоком 25 июня 1919: большевистские части под командованием Якова Тряпицына атаковали позиции армии США и уничтожили более двадцати солдат противника.
После поражения колчаковских войск иностранная интервенция в России потеряла смысл. За 19 месяцев пребывания в стране американский контингент на Дальнем Востоке потерял убитыми почти 200 солдат и офицеров. Последний заокеанский военнослужащий отправился домой 1 апреля 1920-го.
Двуличное отношение к оккупации территорий суверенного государства исчерпывающе охарактеризовал Уинстон Черчилль в своем четырехтомном труде «Мировой кризис»:
«Находились ли союзники в войне с Советской Россией? Разумеется, нет, но советских людей они убивали, как только те попадались им на глаза; на русской земле они оставались в качестве завоевателей; они снабжали оружием врагов советского правительства; они блокировали его порты; они топили его военные суда. Они горячо стремились к падению советского правительства и строили планы этого падения. Но объявить ему войну — это стыд! Интервенция — позор! Они продолжали повторять, что для них совершенно безразлично, как русские разрешают свои внутренние дела. Они желали оставаться беспристрастными и наносили удар за ударом».

## Интервенция (1918—1919)

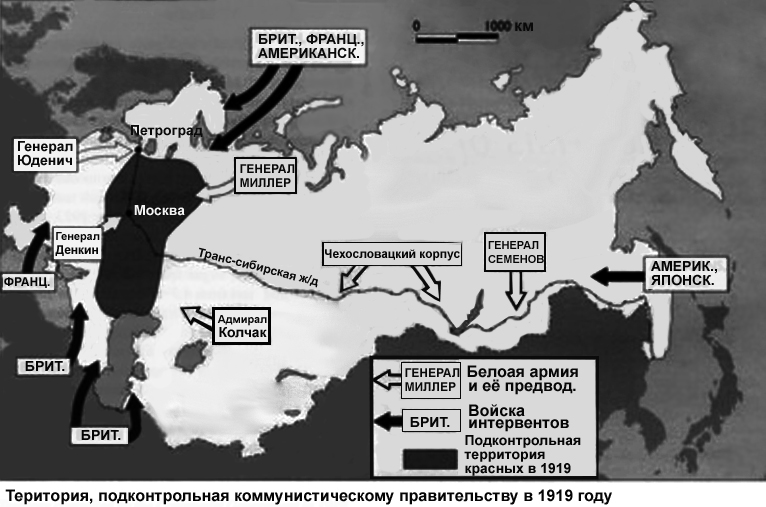
Территория, подконтрольная большевикам и армии интервентов в 1919 году

Иностранные войска начали прибывать во Владивосток в августе 1918 года. Япония отправила 70 тысяч человек — гораздо больше, чем любая другая держава, что вызвало у прочих стран подозрения касательно истинных намерений японцев. В то время как войска прочих держав, установив контакт с чехословаками, стали планировать свои действия западнее, японцы принципиально не стали продвигаться за озеро Байкал. В то время, как прочие державы поддерживали правительство Колчака, японцы поддерживали его соперника — атамана Семёнова. К ноябрю японцы оккупировали все порты Приморья и все крупные сибирские и дальневосточные города восточнее Читы.
Летом 1918 года японская армия оказала поддержку белой армии. С помощью 5-й японской дивизии и отряда под командованием Григория Семенова было взято под контроль Забайкалье и основано там белое правительство.

## Вывод войск (1919—1925)
По окончании Первой мировой войны иностранные войска вмешались в гражданскую войну в России на стороне Белого движения. Однако, несмотря на иностранную поддержку, в 1920 году красные разгромили белое движение в Сибири, восточнее Байкала было образовано буферное государство — Дальневосточная республика. Летом 1920 года было подписано Гонготское соглашение, в соответствии с которым японские войска эвакуировались из Забайкалья. Прекращение японской поддержки привело к краху режима атамана Семёнова. В июне 1920 года войска США и Великобритании, а также чехословацкий корпус эвакуировались через Владивосток; единственной оставшейся в регионе иностранной силой были японцы.
В 1921 году японцы поддержали Приамурский земский край, что позволило разгромленным белым войскам укрываться и перегруппировываться под прикрытием японских частей. Однако японская активность в Приморье вызвала подозрение у США, что привело к международной изоляции Японии на Вашингтонской конференции. Дипломатическое давление, а также протесты внутри страны и огромные расходы, к которым привела Сибирская экспедиция, вынудили администрацию Като Томосабуро вывести японские войска из Приморья в октябре 1922 года.
Над островом Врангеля Советский Союз установил контроль 20 августа 1924 года.
На Северном Сахалине японские войска оставались до 15 мая 1925 года, объясняя это необходимостью предотвращения нападений на японских граждан, подобных Николаевскому инциденту. Японские войска были выведены в соответствии с соглашением, подписанным между советскими и японскими представителями в Пекине 20 января 1925 года.

### На английском языке
- White, John Albert. The Siberian Intervention. Princeton University Press (1950)
- Humphreys, Leonard A. (1996). The Way of the Heavenly Sword: The Japanese Army in the 1920's. Stanford University Press. ISBN 0-8047-2375-3.
- Kinvig, Clifford (2006). Churchill's Crusade: The British Invasion of Russia, 1918-1920. Continuum International Publishing Group. ISBN 1-85285-477-4.